# Joey Galloway
Joseph Scott Galloway, detto Joey (Bellaire, 20 novembre 1971), è un ex giocatore di football americano statunitense che ha giocato nel ruolo di wide receiver nella National Football League (NFL). Fu scelto nel corso del primo giro (8º assoluto) del Draft NFL 1995 dai Seattle Seahawks. Al college giocò a football all'Università statale dell'Ohio.

## Carriera professionistica

### Seattle Seahawks
Galloway fu scelto come ottavo assoluto del Draft 1995 dai Seattle Seahawks. Ebbe un immediato impatto nei Seahawks, stabilendo i record di franchigia per un rookie con 67 ricezioni, 1.039 yard ricevute e tre gare da oltre 100 yard su ricezione. Giocò bene anche come punt returner, ritornando 36 punt per 360 yard e un touchdown. Nel suo secondo anno disputò tutte le 16 gare come titolare, guidando la squadra in ricezioni (57), yard ricevute (987) e touchdown (7). Nel 1997 ricevette 72 passaggi per 1.049 yard e 12 touchdown. Nel 1998 andò in doppia cifra per il secondo anno consecutivo segnando dieci touchdown. Nel 1999 disputò solamente 8 partite a causa di una disputa contrattuale. Quando fece ritorno ricevette 22 passaggi per 335 yard e un solo touchdown. In totale coi Seahawks ricevette 283 passaggi per 4.457 yard e 37 touchdown in 71 partite.

### Dallas Cowboys
Alla disperata ricerca di un wide receiver che facesse la differenza da accoppiare a Raghib Ismail come bersaglio per Troy Aikman, i Dallas Cowboys il 12 febbraio 2000, scambiarono le loro scelte del primo giro del 2000 e 2001 (con cui i Seahawks avrebbero scelto Shaun Alexander e Koren Robinson) con Seattle per Galloway.
Nel suo primo anno con Dallas, Galloway disputò una sola gara a causa della rottura del legamento collaterale anteriore del ginocchio sinistro subito nella gara contro i Philadelphia Eagles. Terminò quella gara con 4 ricezioni per 62 yard e un touchdown. Nel suo secondo anno coi Cowboys Galloway si riprese disputando tutte le 16 gare come titolare e terminando secondo nella squadra con 52 ricezioni e 699 yard ricevute e primo con tre touchdown su ricezione.
Nel 2002, Galloway giocò ancora tutte le gare come titolare, totalizzando 61 ricezioni per 908 yard e touchdown. Nel 2003 guidò la NFL con una media di 19,8 yard a ricezione.

### Tampa Bay Buccaneers
Il 19 marzo 2004 i Cowboys scambiarono Galloway coi Tampa Bay Buccaneers per Keyshawn Johnson. Nel suo primo anno coi Bucs segnò 5 touchdown, dopo di che firmò un nuovo contratto con la franchigia. La stagione 2005 fu statisticamente la sua migliore da professionista, ricevendo 83 passaggi per 1.287 yard e 10 touchdown. Nel 2006 disputò come titolare 14 gare su 16 con 62 ricezioni per 1.057 yard e 7 touchdowns. Fu solamente il secondo giocatore della storia dei Bucs a ricevere oltre mille yard per due stagioni consecutive. Nel 2007 disputò 15 partite con 57 ricezioni, 1,014 yard e touchdown. A causa di un infortunio al piede perse la maggior parte della stagione 2008 e il 25 febbraio 2009 fu svincolato.
Negli ultimi due anni di carriera giocò brevemente con Patriots, Steelers e Redskins.

## Palmarès
- PFWA All-Rookie Team - 1995
- Club delle 10.000 yard ricevute in carriera

## Statistiche
| Ricezioni              | 701    |
| Yard ricevute          | 10.950 |
| Touchdown su ricezione | 77     |